# Hamtaro
Hamtaro (とっとこ ハム太郎?, Tottoko Hamutarō) è un manga creato da Ritsuko Kawai e serializzato nella rivista Ciao della Shōgakukan. Da esso è stata tratta una serie televisiva anime da parte di TMS Entertainment e trasmessa dal 7 luglio 2000 al 31 marzo 2006 su TX Network, per un totale di 296 episodi.
In Italia sono state trasmesse dal 2002 al 2008 le prime 3 stagioni su Italia 1 col titolo Hamtaro – Piccoli criceti, grandi avventure. Dal 2009 al 2010 su Hiro sono andate in onda le stagioni 4 e 5 in prima visione e le repliche delle prime 3 stagioni.

## Trama
Il protagonista è Hamtaro, il criceto di Laura Haruna (Hiroko Haruna nell'edizione originale), una bambina delle elementari. Hamtaro è il leader degli Ham-Ham, una banda di criceti che ogni giorno vive una nuova avventura alla scoperta del mondo, facendo così la conoscenza di loro simili dei quali diventeranno amici o nemici.

## Personaggi

### Criceti

#### Lista degli Ham-Ham

Hamtaro

- Hamtaro (ハム太郎?): (Seiyuu: Kurumi Mamiya, Voce italiana: Marcella Silvestri): è il piccolo criceto bianco a macchie arancioni di Laura. Hamtaro è un criceto molto altruista e puro di cuore. È il protagonista del cartone e riveste il doppio ruolo di leader e fondatore del gruppo di criceti. È sempre allegro e pieno di voglia di scoprire. È anche uno dei più coraggiosi tra gli Ham-Hams, specie se c'è da aiutare i suoi amici e Laura. È piuttosto malinformato in materia di amore. Sebben corteggiato da molte cricetine, fin da subito prende una simpatia particolare per Bijou. A causa però della sua ingenuità, è ignaro dei sentimenti che prova verso la cricetina, che molto spesso fraintende parlando al riguardo di amicizia (ma è ben altro).
- Koushi (こうしくん?, Kōshi-kun) / Ghiotto (Seiyuu: Rikako Aikawa, Voce italiana: Patrizio Prata): è un cricetino bianco a macchie grigie ed il maggiore amico di Hamtaro. La sua particolarità è la golosità, infatti si porta sempre dietro un seme di girasole che gli ha regalato la sua padroncina quando era un cucciolo. Spesso è pauroso e sbadato ma non ci pensa due volte a tirar fuori la grinta per aiutare i suoi amici. La sua padrona è la migliore amica di Laura, Camilla. È molto innamorato di Peperita, la cricetina di campagna.
- Ribon (リボンちゃん?, Ribon-chan) / Bijou (Seiyuu: Kazusa Murai, Voce italiana: Giovanna Papandrea): è una piccola e bellissima cricetina bianca, con i nastrini blu legati ai codini. Viene dalla Francia e vive in una grande villa con la sua padroncina Maria. È la più popolare tra tutti i criceti del club house; Bijou prende subito una "cotta" per Hamtaro, evidente a tutti men che a lui stesso. Diviene col tempo la "rivale" di Lapis per l'amore di Hamtaro. È inoltre l'interesse amoroso di Boss.
- Muffler (マフラーちゃん?, Mafurā-chan) / Sciarpina (Seiyuu: Rei Sakuma, Voce italiana: Giovanna Papandrea): è una dolce cricetina che indossa sempre una sciarpa rosa, da questo deriva infatti il suo nome. È piccola, bianca e marrone. La sua padroncina si chiama Giulia. Inoltre ha fatto breccia sia nel cuore di Damerino che in quello di Tricky.
- Chibimaru (ちび丸ちゃん?, Chibimaru-chan) / Timidy (Seiyuu: Kaori Matoi, Voce italiana: Federica Valenti): è la più piccola tra tutti gli Ham-Hams. Indossa sempre una copertina gialla che la copre interamente tranne gli occhi, la bocca e le orecchie. La sua padroncina è Caterina. Molto probabilmente ha preso Sciarpina come mamma. Timidy non sa parlare, ma pronuncia soltanto un verso; nonostante ciò, comunque, è molto curiosa e ha la propensione a cacciarsi nei guai.
- Taisho (タイショーくん?, Taishō-kun) / Boss (Seiyuu: Kentarō Itō, Voce italiana: Claudio Moneta): è il criceto più grande del gruppo. È innamorato follemente di Bijou, per la quale mostra molte attenzioni. Appare sempre come un duro, ma in realtà è sempre gentile con gli altri. Insieme ad Hamtaro, è uno dei Ham-Hams più coraggiosi. È a casa sua che è stato fondato il club house, poiché è l'unico che non ha un proprietario.
- Neteru (ねてるくん?, Neteru-kun) / Ronfo (Seiyuu: Yuu Sugimoto, Voce italiana: Serena Clerici): è il criceto che vive con Boss. Non si sa quasi niente di lui, a parte che è stato lui a trovare Boss, e che da allora vive con lui. È un criceto dall'aspetto molto simile a quello di Tantasà, solo che dorme tutto il giorno in una calza e che ogni tanto pronuncia frasi sibilline che spesso si realizzano. Dopo la chiusura del Club House si stabilisce nella Candy House di Lazzula.
- Torahamu-chan (トラハムちゃん?, Torahamu-chan) / Tigra (Seiyuu: Haruna Ikezawa, Voce italiana: Daniela Fava) e Torahamu-kun (トラハムくん?, Torahamu-kun) / Tigro (Seiyuu: Kouki Miyata, Voce italiana: Irene Scalzo): sono i due criceti gemelli del gruppo Ham-Hams. Una è una fanatica della ginnastica ritmica ed è per questo molto atletica e determinata, ma gentile. L'altro è uno sportivo scapestrato, molto scatenato e porta sempre con sé delle maracas. Sono stati separati per molto tempo perché avevano padroni differenti, ma si sono re-incontrati proprio grazie agli Ham-Hams. Tigra ha un debole per Tantasà che la ricambia, mentre Tigro è solito provarci e fare il "don Giovanni" con tutte le cricetine, per poi venire afferrato per l'orecchio dalla sorella.
- Noppo-kun (のっぽくん?, Noppo-kun) / Tantasà (Seiyuu: Takako Honda, Voce italiana: Davide Garbolino): è l'intellettuale del gruppo, un criceto marrone (di dorso) e bianco (di ventre) che porta sempre con sé un libro. La sua conoscenza è grande e ha lo spirito del ''topo di biblioteca''. Ha un debole per Tigra, che gli ricambia questo sentimento.
- Maido-kun (まいどくん?, Maido-kun) / Tricky (Seiyuu: Yū Sugimoto, Voce italiana: Patrizia Mottola): è un criceto marrone che indossa un grembiule rosso ed ogni volta si crede un cabarettista e fa sempre battute inefficaci, con cui non è mai riuscito a far ridere nessuno. Ha un debole per Sciarpina e il suo rivale in amore è Damerino, anche se è il suo migliore amico. Ha un taglio di occhi molto stretto che li fa apparire quasi sempre chiusi.
- Megane-kun (めがねくん?, Megane-kun) / Damerino (Seiyuu: Chihiro Suzuki, Voce italiana: Luca Bottale): attorno agli occhi ha due macchie di forma circolare che assomigliano ad un paio di occhiali. È uno dei criceti più ben educati e finisce sempre col riprendere Tricky quando dice una battuta. Ha un debole per Sciarpina e il suo rivale in amore è Tricky.
- Kaburu-kun (かぶるくん?, Kaburu-kun) / Caplin (Seiyuu: Ai Uchikawa, Voce italiana: Patrizia Scianca): il suo hobby è indossare cappelli più grandi di lui e giocare a nascondino. Ha il corpo bianco con macchie marroni e porta sempre una cuffietta verde sulla testa.
- Panda-kun (パンダくん?, Panda-kun) / Panda (Seiyuu: Yūko Saitō, Voce italiana: Cinzia Massironi): è un inventore capace di costruire di tutto, persino un intero luna park.
- Jingle (トンガリくん?, Tongari-kun) (Seiyuu: Yū Asakawa, Voce italiana: Monica Bonetto): è un criceto sognatore che viaggia seguendo il vento in compagnia di un maialino di nome Eriberto. Sbaglia sempre a pronunciare il nome di Hamtaro e lo chiama spesso con nomi buffissimi (Hamtoro, Hampipero...). Suona la chitarra. Come si vede, compare sempre quando qualcuno deve partire (come si vede in alcuni episodi).
- Lapis (ラピスちゃん?, Rapisu-chan) / Lapis  (Seiyuu: Saeko Chiba, Voce italiana: ?): di proprietà di esordiente Maggie O'Hara. Lei e Lazzula vivono nella casa Gioiello vicino alla casa di Maggie. Le piacciono gioielli e oggetti scintillanti come diamanti e così via. Lei sembra avere una cotta per Hamtaro.
- Lazuli (ラズリーちゃん?, Razuri-chan) / Lazzula  (Seiyuu: Akane Omai, Voce italiana: Benedetta Ponticelli): di proprietà di esordiente Maggie O'Hara insieme con la sorella, Lapis. Le piacciono i dolci e caramelle, nonché usare varie pozioni per creare semi magici che si trasformano in animali o nuvole che volano. Lei sembra avere una cotta per Snoozer come nella stagione 3 e 4, infatti si vede con lui abbastanza spesso.

#### Altri criceti
- Savio: è un criceto molto anziano, mentre parla si addormenta e a volte prevede il futuro. Doppiato da Enrico Bertorelli.
- Zia Viva: è una criceta scattante (anche se è anziana), ed è la migliore amica di Savio. Doppiata da Graziella Porta.
- Peperita: è una cricetina dall'aspetto molto simile a quello di Jingle; vive in campagna ed è innamorata di Ghiotto. Doppiata da Patrizia Scianca.
- Bumbunin: è la cricetina di Brilli, giovane cantante idol. All'inizio non sopporta gli Ham-Hams e li ritiene stupidi e insensati; man mano però entra a far parte del loro gruppo e inizia a divertirsi insieme a loro. Col tempo si prende una cotta per Hamtaro. Doppiata da Tosawi Piovani (st. 1-4) e Jenny De Cesarei (st. 5).
- Sabu: criceto viaggiatore, è un venditore di semi di girasole ed aiuta gli Ham-Hams quando li incrocia. Doppiato da Diego Sabre.
- Mekano: in realtà non è un criceto, ma un piccolo robot creato dal nonno di Laura molto somigliante ad Hamtaro. Va spesso in tilt e inizia a correre dovunque causando guai. Doppiato da Marcella Silvestri.
- Kimeno: criceto che prova a diventare un ninja, ma un po' imbranato; cerca di sembrare un vero ninja usando dei trucchi grossolani.
- Codetta: è la cricetina di Andrea. Si muove sempre sul suo gomitolo di lana rosa e lavora molto bene a maglia. Doppiata da Serena Clerici.
- Tartuga: è un criceto che vive al mare, sa nuotare e porta un guscio di tartaruga sulla schiena. Doppiato da Paolo De Santis.
- Zanino: è un criceto agricoltore. Vive con Pomino e Castagnina in una radura. Porta una buccia viola sulla testa.
- Pomino: anche lui è un agricoltore, vive con Zanino e Castagnina nella radura e porta una buccia verde sulla testa.
- Castagnina: è una cricetina molto piccola che assomiglia a una castagna. Vive con Zanino e Pomino. Diventa in poco tempo molto amica di Timidy.
- Plati: è una la cricetina capo dei Plati-zoo (un gruppo artistico). Ha lunghissimi capelli verdi e occhi piccoli.
- Leone: è un allievo di Plati. Ha una specie di criniera rossa e un dente piccolo. È molto forte.
- Gombo: è il criceto più alto di tutti ed è un allievo di Plati. È molto sensibile.
- Rossina: una cricetina infermiera, vive con il dottor Criniera. Indossa un cappellino da infermiera e una molletta rossa, da cui ha origine il suo nome. Tigro si è innamorato follemente di lei. Doppiata da Stella Bevilacqua (1^ voce).
- Arcolino: è il principe del regno magico di Arcobalandia. Incontra gli Ham Hams in degli strani sogni sincronizzati che sembrano essere in qualche modo reali.
- Uki-Uki: un criceto che, vivendo in mezzo alle scimmie conosce il loro linguaggio e somiglia molto ad una di loro.
- Patatò: è un criceto con la capacità di fare hamburger e patatine chiamate da lui "super calde" perché da lui sono state cucinate con amore e calore del cuore. È innamorato di Frappetta.
- Frappetta: è una cricetina bionda dal viso pallido e cicciottello, la cui famiglia è molto ricca. Si prende una cotta per Patatò dopo che l'ha salvata da una caduta.

### Umani
- Laura: ragazzina che frequenta la scuola elementare, è la padroncina di Hamtaro. Doppiata da Sonia Mazza.
- Tobia: è un cane dormiglione, il cane della famiglia di Laura.
- Camilla: compagna di classe nonché migliore amica di Laura, è la padroncina di Ghiotto. Doppiata da Giusy Di Martino (Serie 1-4) e Daniela Fava (Serie 5)
- Maria: è la padroncina di Bijou, entrambe vengono dalla Francia. Doppiata da Patrizia Scianca.
- Teo: è un compagno di classe di Laura. È il capitano della squadra di calcio. Doppiato da Renata Bertolas.
- Rupeo: altro compagno di classe di Laura ed è nato in Brasile; i due non si sopportano e battibeccano sempre, ma col passare del tempo sembrano nascondere dei sentimenti. Doppiato da Massimo Di Benedetto.
- Brilli: giovane idol, cantante e attrice, è la padroncina di Bumbunin; in una delle sue tournée conosce Laura e i suoi amici; dichiara di puntare a far innamorare di sé Teo, perciò vede sempre Laura come rivale. Doppiata da Dania Cericola.
- Marta: una bambina che frequenta l'asilo, è la padroncina di Panda. Lei è l'unica che parla con tutti gli Ham Hams ma ogni volta che racconta ciò che ha vissuto in loro compagnia Laura e gli altri credono sempre che abbia sognato.
- Maggie: nuova arrivata in città e nella classe di Laura (esordio nell'episodio 194), è molto allegra e amichevole e lega subito con tutti. È la padroncina di Lapis e Lazzula, e vive con il nonno nella fattoria di famiglia, inoltre ha vissuto per molto tempo in America. Doppiata da Deborah Morese.
- Carlotta: un'altra compagna di classe di Laura. Doppiata da Debora Magnaghi.

## Media

### Manga
Il manga, scritto e disegnato da Ritsuko Kawai, è stato serializzato dal 1997 al 2000 sulla rivista Ciao edita da Shōgakukan. I capitoli sono stati poi raccolti in tre volumi tankōbon.

### Anime
L'adattamento anime di Hamtaro è stato prodotto dallo studio TMS Entertainment e trasmesso in Giappone dal 7 luglio 2000 al 31 marzo 2006 su TX Network per un totale di 296 episodi.
L'intera serie di Hamtaro è così suddivisa:
- Prima stagione, episodi da 1 a 104
- Seconda stagione, episodi da 105 a 155
- Terza stagione, episodi da 156 a 206
- Quarta stagione, episodi da 207 a 258
- Quinta stagione, episodi da 259 a 296

In Italia la serie è stata trasmessa con il titolo Hamtaro – Piccoli criceti, grandi avventure su Italia 1 dal 2 settembre 2002 al 13 febbraio 2008 per le prime tre stagioni per poi continuare le restanti due su Hiro dal 7 ottobre 2009 al 30 novembre 2010. Quest'ultima rete ha anche replicato le prime tre stagioni. Dal 3 settembre 2012 la serie venne trasmessa su Frisbee dall'episodio 156 in poi, mentre a settembre 2013 sono stati proposti, in prima visione in chiaro, alcuni episodi della quarta. La rete in seguito ha anche acquistato i diritti della prima stagione, replicata dal novembre 2014.
Inoltre l'anime è stato parzialmente distribuito in home video da Medusa Film e da Hachette in VHS e da Mondo Home Entertainment in DVD.

#### Edizione italiana
L'edizione italiana di Hamtaro è stata doppiata presso lo studio Merak Film a Milano. Il doppiaggio è stato diretto da Graziano Galoforo per le prime tre stagioni, Guido Rutta per le prime due e la quarta, Caterina Rochira per la terza a Federico Danti per la quarta. I dialoghi delle prime due stagioni sono stati curati da Antonella Marcora, Sergio Romanò, Graziano Galoforo, Tullia Piredda in collaborazione con la C.I.T.I. A partire dalla terza stagione il cast di traduzione subì delle variazioni e l'unico membro in comune con le precedenti fu la Marcora, che lavorò affiancata da Chiara Serafin, Maria Cristina Robustelli, Elisabetta Cesone, Pino Pirovano. Con l'arrivo della quarta stagione vi furono ulteriori cambiamenti e tornarono Marcora, Serafini e la Robustelli, che in quest'occasione hanno collaborato con Francesca Bielli, Manuela Scaglione e Guido Rutta.
Nei titoli di coda della prima stagione, veniva stranamente accreditata la doppiatrice di Timidy, Federica Valenti, piuttosto che Sonia Mazza, la doppiatrice di Laura, la quale recitava molte più battute rispetto alla Valenti che si limitava a dire un verso ripetuto.
Malgrado i nomi dei personaggi siano stati cambiati nell'edizione italiana, essa rimane fedele alla versione originale dell'anime; inoltre, a differenza di altri doppiaggi commissionati da Mediaset nel periodo di trasmissione, non sono stati eliminati i riferimenti al Giappone ed alla sua cultura, tant'è vero che l'Italia è l'unica nazione in Europa ad avere acquistato l'anime direttamente dalla nazione di produzione, invece che la versione statunitense censurata e rimaneggiata ad opera della Ocean Productions.

#### Sigle italiane
- Hamtaro piccoli criceti, grandi avventure, musica di Giorgio Vanni e Max Longhi, testo di Alessandra Valeri Manera, cantata da Cristina D'Avena (sigla di apertura e chiusura della prima serie)
- Hamtaro Ham Ham Friends, musica di Giorgio Vanni e Max Longhi, testo di Alessandra Valeri Manera, cantata da Cristina D'Avena (sigla di apertura della seconda serie)
- Hamtaro, musica di Giorgio Vanni e Max Longhi, testo di Alessandra Valeri Manera, cantata da Cristina D'Avena (sigla di apertura e chiusura della terza e quarta serie).

Nella trasmissione della seconda stagione, come sigla di chiusura, sono state utilizzate a rotazione le 7 seguenti canzoni, ognuna dedicata ad un personaggio della serie:
1. Piccola Bijou, musica di Giorgio Vanni e Max Longhi, testo di Alessandra Valeri Manera, cantata da Cristina D'Avena
2. Il suo nome è Ghiotto, musica di Franco Fasano, testo di Alessandra Valeri Manera, cantata da Cristina D'Avena
3. Panda, musica di Silvio Amato, testo di Alessandra Valeri Manera, cantata da Cristina D'Avena
4. Prova a dire Tigro e Tigra, musica di Giorgio Vanni e Max Longhi, testo di Alessandra Valeri Manera, cantata da Giorgio Vanni
5. Il ballo di Timidy e Sciarpina, musica di Franco Fasano, testo di Alessandra Valeri Manera, cantata da Cristina D'Avena
6. Ma chi vincerà fra Tricky e Damerino, musica di Cristiano Macrì, testo di Alessandra Valeri Manera, cantata da Cristina D'Avena
7. Ninna nanna Ronfo, musica di Sergio Dall'Ora, testo di Alessandra Valeri Manera, cantata da Cristina D'Avena

### Hi! Hamtaro – Piccoli criceti, grandi avventure
Hi! Hamtaro – Piccoli criceti, grandi avventure (とっとこ ハム太郎: のりすた はーい!?, Tottoko Hamutaro: Norisuta Hai!) è una serie anime giapponese realizzata in computer grafica composta da 100 episodi della durata di 5 minuti. In Italia è stata trasmessa su Italia 1 dal 24 maggio al 16 agosto 2009, mandando in onda 51 mini-episodi.

### Film cinematografici
Dalla serie furono prodotti anche quattro film cinematografici a cadenza annuale. In Italia tutte e quante le pellicole vennero trasmesse sul canale Hiro nel corso dell'aprile 2010.
1. Hamtaro: Adventure in Ham-Ham Land (とっとこハム太郎 ハムハムランド大冒険?, Tottoko Hamutaro: Hamu Hamu Land Daibouken) (15 dicembre 2001 in Giappone[10] e 5 aprile 2010 in Italia)
2. Hamtaro e la Principessa dei Sogni (とっとこハム太郎 ハムハムハムージャ！幻のプリンセス?, Tottoko Hamutaro: Ham Ham Ham~Jya! Maboroshi no Princess) (il 14 dicembre 2002 in Giappone e 19 aprile 2010 in Italia).
3. Miracolo nella Valle Aurora (とっとこハム太郎 ハムハムグランプリン オーロラ谷の奇跡 ～リボンちゃん危機一髪！?, Tottoko Hamutaro: Ham Ham Grand Prix Aurora Tani no Kiseki - Ribon-chan Kikiippa) (13 dicembre 2003 in Giappone e 19 aprile 2010 in Italia)
4. C'era una volta Hamtaro (とっとこハム太郎はむはむぱらだいちゅ！ ハム太郎とふしぎのオニの絵本塔?, Tottoko Hamutaro: Ham Ham Paradi-chu! Hamutaro to Fushigi no Oni no Ehonto) (23 dicembre 2004 in Giappone e 26 aprile 2010 in Italia)

### OAV
Furono inoltre creati anche quattro OAV distribuiti appositamente per l'home video in Giappone. In Italia i primi tre furono trasmessi sul canale Hiro nel corso dell'aprile 2010.
1. Tanti auguri Hamtaro (ハム太郎のおたんじょうび〜ママをたずねて三千てちてち〜?, Tottoko Hamutaro: Hamutaro no Otanjoubi ~Mama wo Tazunete Sanzen Techitechi) (6 agosto 2001 in Giappone e 5 aprile 2010 in Italia)
2. Hamtaro: a caccia dell'oro (ハムちゃんずの宝さがし大作戦〜はむはー!すてきな海のなつやすみ〜?, Tottoko Hamutaro: Hamuchanzu no Takara Sagashi Daisaku Hamuha! Sutekina Umi Nonatsuyasumi) (6 agosto 2002 in Giappone e 12 aprile 2010 in Italia)
3. Il principe di Arcobalandia (虹の国の王子さま〜せかいでいちばんのたからもの〜?, Tottoko Hamutaro: Hamuchanzu to Niji no Kuni no Oujisama, Sekaideichibannotakaramono) (6 agosto 2003 in Giappone e 12 aprile 2010 in Italia)
4. Tottoko Hamtaro: Hamu Chanzu no mezase! Hamu Hamu kin Medal! Hashire! Hashire! Daisakusen (ハムちゃんずのめざせ!ハムハム金メダル 〜はしれ!はしれ!だいさくせん〜?, Tottoko Hamutaro: Hamuchanzu no mezase! Hamuhamu Kin Medaru! Hashire! Hashire! Daisakusen) (6 agosto 2004 in Giappone)

### Videogiochi
Dalla serie sono stati tratti anche diversi videogiochi. Fatta eccezione di Hamtaro: Wake Up Snoozer!, tutti i titoli dedicata alla serie sono usciti su console Nintendo.
Il primo di questi è intitolato semplicemente Hamtaro ed è uscito l'8 settembre 2000 per Game Boy Color esclusivamente per il mercato giapponese. In seguito venne distribuito per la medesima piattaforma Hamtaro: Ham-Hams Unite! il 21 aprile 2001 in Giappone, il 28 ottobre 2002 in Nord America e il 10 gennaio 2003 in Europa. Il franchise approdò su Game Boy Advance con Hamtaro: Ham-Ham Heartbreak il 3 maggio 2002 in Giappone, l'8 aprile 2003 in Nord America e il 27 giugno successivo in Europa.
Il 23 maggio 2003 uscì sul suolo giapponese Hamtaro: Ritorno all'Arcobaleno, il quale venne distribuito in Europa il 29 ottobre 2004. Il titolo educativo Hamtaro: Wake Up Snoozer! invece fu un'esclusiva per il solo mercato statunitense e venne pubblicato nel corso del 2003 per Windows e macOS. Hamtaro - Ham-Ham Games riportò la serie su GBA e venne distribuito il 15 luglio 2004 in Giappone, il giorno successivo in Europa e il 27 dello stesso mese in Nord America.
Tottoko Hamutarō - Nazonazo Q Kumonoue no? Shiro segnò l'esordio della serie su Nintendo DS, ma venne pubblicato solamente in Giappone il 1º dicembre 2005. Infine uscì Hi! Hamtaro: La sfida degli Ham Ham per la medesima console, titolo che approdò sugli scaffali nipponici il 15 marzo 2007 e che arrivò anche in Europa il 23 maggio 2008 e in Nord America il 23 settembre successivo.

## Merchandising
È stato prodotto in passato da Giochi Preziosi sotto licenza RTI-Mediaset un diario scolastico dell'anime. In questo diario erano presenti delle schede che descrivevano i criceti degli anime, e alcuni giochi.
Nelle schede dei criceti, le padroncine di Sciarpina e Timidy venivano chiamate rispettivamente Giulia e Caterina. Cosa che effettivamente è vera secondo l'anime, anche se nel secondo episodio curiosamente era la padroncina di Sciarpina ad essere chiamata Caterina, mentre quella di Timidy veniva chiamata Rebecca. Ciò è stato però cambiato negli episodi successivi. Si segnala inoltre che i padroncini di Caplin venivano chiamati Sandra e Raimondo, palese omaggio alla nota coppia della televisione italiana Sandra Mondaini e Raimondo Vianello, quando in realtà nell'edizione italiana dell'anime il nome di Sandra non è mai stato rivelato.

## Accoglienza
Nel 2002 il franchise aveva generato 2,5 miliardi di dollari di vendite di merchandising. La serie anime ha avuto moltissimo successo in Giappone.

### Influenza culturale
Il 26 luglio 2020, un gruppo di oltre 2000 manifestanti a Bangkok chiamato Movimento della Gioventù Libera, ha guidato una protesta contro il governo della Thailandia che prevedeva di cantare la sigla di Hamtaro con testi modificati per dire "Il cibo più delizioso sono i soldi dei contribuenti. [...] Sciogliete il parlamento! Sciogliete il parlamento! Sciogliete il parlamento!". Altre proteste studentesche durante la stessa settimana hanno continuato a usare Hamtaro come simbolo per il "banchetto dei soldi dei contribuenti" del governo e hanno coinvolto dei gruppi di persone che correndo in cerchio, come le ruote dei criceti, mentre cantavano la versione modificata del jingle.